# Монкьо-делле-Корти
Монкьо-делле-Корти (итал. Monchio delle Corti) —  коммуна в Италии, располагается в регионе Эмилия-Романья, в провинции Парма.
Население составляет 1082 человека (2008 г.), плотность населения составляет 16 чел./км². Занимает площадь 68 км². Почтовый индекс — 43010. Телефонный код — 0521.
Покровителем коммуны почитается святой Лаврентий, празднование 10 августа.

## Демография
Динамика населения:

## Администрация коммуны
- Официальный сайт: http://www.comune.monchio-delle-corti.pr.it